# 说你爱我 (专辑)
《说你爱我》（英語：Tell Me You Love Me）是美国歌手黛咪·洛瓦特第六张音樂專輯，于2017年9月29日由小島唱片、安全屋唱片和好莱坞唱片发行。唱片以流行乐为主打，同时融入R&B元素。洛瓦托表示，相比于她之前的作品，专辑更加有“深情”，主要受到克莉絲汀·阿奎萊拉、艾瑞莎·弗蘭克林和柯兰尼的影响。多名制作人参与专辑制作，包括大卫·梅赛、奥克·弗雷德、斯丁及约翰·希尔。
专辑歌词探讨了从心碎中恢复、放下往日的恶魔及单身独处的主题。《毫無歉意》于2017年7月作为主打曲发行，成为洛瓦托在美国成绩最好的歌曲，最高位列告示牌百强单曲榜第六位，获得美國唱片業協會三重铂金认证。《同名歌曲》作为第二支单曲11月发行，在百强榜最高排名第53位，后来获得美国唱片业协会铂金销量认证。
专辑获得媒体人的褒扬，制作水准及洛瓦托声线演绎中带出的情感受到赞许。专辑在全球多个国家跻身前十，在美国公告牌二百强专辑榜位列第3。洛瓦托在多家电台推广专辑，并在多档电视节目中担任表演嘉宾。说你爱我世界巡演于2018年启动。

## 创作背景
个人第五张录音室专辑《玩美自信》2015年10月发布后，洛瓦托告诉《Latina》，她的下一张专辑氛围上更加深情。2016年10月，歌手在Twitter上宣布会于2017年离开音乐事业和公众视野一阵子，表示“我这不为了生意或媒体”。不过，她在2017年8月向迈克·亚当（Mike Adam）表示，在当年早些时候做了点慈善事业，感觉自己青春焕发，开始再度投身音乐创作，最终做出一张专辑。歌手还表示题目和发行日期已经选好，但她那时没获准公开。
洛瓦托还告诉MTV新闻，《说你爱我》受了很多艺人的影响，包括艾瑞莎·弗蘭克林、克里斯蒂娜·阿奎莱拉和柯兰尼。她表示，专辑受阿奎莱拉专辑《裸》的影响最重，说“这是一张真正把她变成今天的偶像的突破性专辑”。她表示自己和制作人法瑞尔·威廉姆斯和麥克·威·梅·帝合作，不过他们的作品不出现在专辑中。

## 发行和推广
2017年8月23日，洛瓦托在自己的官方Twitter帐号发布一段18秒的视频。片中，她在录音棚唱着《说你爱我》。随着镜头的平移，画面映射出洛瓦托的眼睛，之后逐渐往后缩小，透露出这是专辑标准版的封面：洛瓦托脸部黑白近景照，底下是专辑名字。专辑封面之后变暗，透露出发行日期是2017年9月29日。伴随着视频和发行日期的公布，洛瓦托还表示专辑预售于2017年8月24日启动。2017年9月13日，洛瓦托在歌迷帮助下在Twitter公布歌单。
2017年9月29日，洛瓦托在Vevo主持流媒体直播，庆祝专辑发行。期间，她分享了专辑的故事，还不插电表演了《毫無歉意》和《说你爱我》。洛瓦托还联合音响公司JBL在纽约举办快闪展览，展示专辑的艺术照和当代油画家萝拉·赞比（Lora Zombie）根据专辑灵感创作的壁画。
2017年10月26日，洛瓦托宣布计划巡演。巡演于2018年2月26日在圣迭戈启动，7月22日在帕索罗布尔斯收官。DJ卡利和柯兰尼会给北美第一部分开场，贾克斯·琼斯和乔伊为欧洲站开场。伊基·阿塞莉娅和Lauv给北美第二部分开场，其中一场演出因故取消，只有阿塞莉娅作开场。貝姬·G和豪爾赫·布蘭科原计划给拉美站开场，但后来因健康问题取消。

## 作曲
为了《说你爱我》，洛瓦托采用节奏布鲁斯作为实现她所需的“成熟”声音的关键。她表示自己希望确保这张“专辑展示出她的声音”。另一方面，她告诉《时代杂志》，她认为《说你爱我》是一个“有灵魂”的作品，洪亮的音调是她当时艺术化和个人化的表达。AllMusic的史蒂芬·托马斯·埃尔温（Stephen Thomas Erlewine）表示，尽管传统灵魂乐的精髓贯穿整张专辑，“制作过程是非常现代的，充斥着电子乐触觉和嘻哈乐节奏典故”。身为电子乐作品，专辑开头的主打曲《毫无歉意》采用了掌声、响指、扭曲的男低音和俱乐部合成器等多个合成器音效。这些效果被强低音声线、嘻哈节拍、最小的钢琴音调和和声截断。《滚石》杂志的伊莱亚斯·莱特（Elias Leight）指出，洛瓦托“用那些知道自己行为合理的人士的报复性力量，一个劲地说她不道歉”，填补了歌曲的空白部分。这位歌手说，《毫无歉意》是给“喷子”的歌，传达出“你知道吗？我现在过得很好，我不会道歉，”

## 专业评价
专辑获得音乐评论员普遍正面的评价。Metacritic根据72条主流媒体评论打出平均分72/100，表示“普遍好评”。Pitchfork Media的詹米森·考克斯（Jamieson Cox）表示，洛瓦托“终于踏入不断受人关注的空间”。

## 商业表现
《说你爱我》在英国专辑排行榜位列第五，是她在该国专辑榜的最高排名。唱片在澳大利亚跻身第八位，是她个人继位列第三的《玩美自信》之后第二张澳大利亚唱片业协会榜十强专辑。专辑凭借由4.8万张纯销量组成的7.5万个专辑等价单位空降公告牌二百强专辑榜第三位，成为她连续第六张进入第五位的排行榜。截至2018年4月，唱片在美国卖出50万等价份。在加拿大，专辑排第4，成为连续第五张前五位专辑。

## 曲目列表
| 标准版   | 标准版                       | 标准版 | 标准版                                                                | 标准版 |
| 曲序     | 曲目                         | 词曲 | 制作人                                                                | 时长   |
| -------- | ---------------------------- | --- | --------------------------------------------------------------------- | ------ |
| 1.       | 毫無歉意 Sorry Not Sorry     | 黛米·洛瓦托 沃伦·弗雷德 （ 英语 ： Oak Felder） 肖恩·道格拉斯 （ 英语 ： Sean Douglas (songwriter)） 特雷弗·布朗 威廉·扎伊尔·西蒙斯          | 奥克 （ 英语 ： Oak Felder） 布朗 [b] 扎伊尔·库阿罗 [b]                         | 3:23   |
| 2.       | 说你爱我                     | 约翰·希尔 库尔比·劳雷 阿杰·巴赫塔查雷亚 （ 英语 ： Stint (producer)）                                                     | 希尔 斯丁 （ 英语 ： Stint (producer)） 米奇·艾伦 （ 英语 ： Mitch Allan） [c] 斯科特·罗宾逊 [d] | 3:56   |
| 3.       | 热辣爱                       | 洛瓦托 弗雷德 布朗 西蒙斯                                                                                 | 奥克 布朗 [b] 库阿罗 [b]                                              | 3:33   |
| 4.       | 不必再为我                   | 洛瓦托 乔纳斯·杰伯格 （ 英语 ： Jonas Jeberg） 克洛伊·安捷利迪斯 （ 英语 ： Chloe Angelides） 阿什林·威尔逊 詹姆斯·“格拉底斯”·黄     | 杰伯格 安东·库赫尔 [a] 艾伦 [c] 罗宾逊 [d]                            | 3:17   |
| 5.       | 父爱情节 Daddy Issues        | 洛瓦托 弗雷德 西蒙斯 道格拉斯                                                                             | 奥克 库阿罗 [b]                                                       | 3:09   |
| 6.       | 跨越友情 Ruin the Friendship | 洛瓦托 伊多·泽米什兰伊 （ 英语 ： Ido Zmishlany） 布列塔尼·阿马拉迪奥 Angelides                                        | 泽米什兰伊                                                            | 3:53   |
| 7.       | 但求永恒 Only Forever        | 洛瓦托 弗雷德 道格拉斯 伊西·朱伯 （ 英语 ： Ilsey Juber） 托比·嘉德 （ 英语 ： Toby Gad）                                    | 奥克                                                                  | 3:17   |
| 8.       | 寂寞 Lonely（小韋恩伴唱）    | 迪龙·麦克法兰 （ 英语 ： DJ Mustard） 道恩·卡特 莎拉·亚伦 （ 英语 ： Sarah Aaron）                                             | DJ芥末 （ 英语 ： DJ Mustard） 艾伦 [c] 罗宾逊 [d]                              | 4:41   |
| 9.       | 爱哭的人儿 Cry Baby          | 洛瓦托 泰勒·帕克斯 （ 英语 ： Taylor Parks） 安捷利迪斯 诺尼埃·鲍 （ 英语 ： Noonie Bao） 杰米·桑德森 （ 英语 ： Sermstyle） 凯文·海辛克 | Sermstyle （ 英语 ： Sermstyle） 海辛克 [b] 泰勒·帕克斯 （ 英语 ： Taylor Parks） [c]      | 3:42   |
| 10.      | 游戏 Games                   | 洛瓦托 弗雷德 布朗 西蒙斯 道格拉斯                                                                        | 奥克 布朗 [b] 库阿罗 [b]                                              | 3:08   |
| 11.      | 全神贯注 Concentrate         | 洛瓦托 戴永·亚历山大 吉米·伯尼 （ 英语 ： Jimmy Burney） 杰夫·舒姆 亚当·特雷斯勒                                      | 拉什先生 艾伦 [c] 罗宾逊 [d]                                          | 3:17   |
| 12.      | 一路相随 Hitchhiker          | 洛瓦托 亚历山大 伯尼 温斯顿·霍华德 舒姆 特雷斯勒                                                          | 拉什先生 艾伦 [c] 罗宾逊 [d]                                          | 3:43   |
| 总时长： | 总时长：                     | 总时长：                                                                                                  | 总时长：                                                              | 42:59  |

| 豪华版   | 豪华版                                              | 豪华版                                                                                         | 豪华版                                  | 豪华版 |
| 曲序     | 曲目                                                | 词曲                                                                                           | 制作人                                  | 时长   |
| -------- | --------------------------------------------------- | ---------------------------------------------------------------------------------------------- | --------------------------------------- | ------ |
| 13.      | 指令（贾斯·琼斯（黛米·洛瓦托和斯特伏龙·唐伴唱））   | 提姆翠·阿罗 （ 英语 ： Jax Jones） 乌佐伊奇·埃门尼克 （ 英语 ： MNEK） 洛瓦托 斯蒂芬妮·艾伦                 | 贾斯·琼斯 （ 英语 ： Jax Jones） 马克·拉尔夫 [a] | 2:45   |
| 14.      | 才不抱歉 Sorry Not Sorry（原声版）                  | 洛瓦托 弗雷德 道格拉斯 布朗 西蒙斯                                                             | 史蒂夫·“斯泰尔斯”·罗德里格斯            | 3:25   |
| 15.      | 无需承诺（原声版（作弊码三人组，黛米·洛瓦托伴唱）） | 阿里·雷夫 特雷弗·达尔 （ 英语 ： Cheat Codes (DJs)） 杰克逊·福特 （ 英语 ： Loote） 艾玛·布洛克 （ 英语 ： Loote） 洛瓦托 | 达尔 阿里·雷夫 福特 莫奇塔 [a] 艾伦 [c] | 3:52   |
| 总时长： | 总时长：                                            | 总时长：                                                                                       | 总时长：                                | 53:01  |

| 目標百貨版 | 目標百貨版               | 目標百貨版                                                                   | 目標百貨版                          | 目標百貨版 |
| 曲序       | 曲目                     | 词曲                                                                         | 制作人                              | 时长       |
| ---------- | ------------------------ | ---------------------------------------------------------------------------- | ----------------------------------- | ---------- |
| 16.        | 烟与魔镜 Smoke & Mirrors | 洛瓦托 本·亚伯拉罕 （ 英语 ： Ben Abraham (musician)） 阿伦斯                                      | 亚伯拉罕 阿伦斯 艾伦 [c] 罗宾逊 [d] | 3:57       |
| 17.        | 准备好了 Ready for Ya    | 洛瓦托 诺兰·兰姆布罗扎 （ 英语 ： Sir Nolan） 西蒙·威尔克斯 （ 英语 ： Simon Wilcox） 尼克·強納斯 | 诺兰先生                            | 3:30       |
| 总时长：   | 总时长：                 | 总时长：                                                                     | 总时长：                            | 60:28      |

注释：
- ^[a] 表示额外制作人
- ^[b] 表示联合制作人
- ^[c] 表示声乐制作人
- ^[d] 表示额外声乐制作人

## 榜单表现
| 榜单（2017年）                               | 最高排位 |
| -------------------------------------------- | -------- |
| 澳大利亞（ARIA專輯榜）                       | 8        |
| 奧地利（奧地利Ö3專輯榜）                     | 29       |
| 比利時法蘭德斯（Ultratop專輯榜）             | 10       |
| 比利時瓦隆（Ultratop專輯榜）                 | 27       |
| 加拿大（《告示牌》Canadian Albums Chart）    | 4        |
| 克罗地亚（HDU国际專輯榜）                    | 31       |
| 捷克（ČNS IFPI專輯榜）                       | 16       |
| 丹麥（Hitlisten專輯榜）                      | 26       |
| 荷蘭（MegaCharts專輯榜）                     | 10       |
| 芬蘭（Suomen virallinen lista專輯榜）        | 20       |
| 法國（SNEP專輯榜）                           | 53       |
| 德國（Offizielle Top 100專輯榜）             | 32       |
| 希腊专辑榜（国际唱片业协会希腊分会）         | 34       |
| 愛爾蘭（IRMA專輯榜）                         | 7        |
| 義大利（FIMI專輯榜）                         | 12       |
| 墨西哥专辑榜（墨西哥音像製品協會）           | 2        |
| 紐西蘭（RMNZ專輯榜）                         | 6        |
| 挪威（VG-lista專輯榜）                       | 13       |
| 波蘭（ZPAV專輯榜）                           | 32       |
| 葡萄牙（AFP專輯榜）                          | 28       |
| 蘇格蘭（OCC專輯榜）                          | 6        |
| 斯洛伐克专辑榜（国际唱片业协会斯洛伐克分会） | 27       |
| 西班牙专辑榜（西班牙音樂製作協會）           | 4        |
| 瑞典（Sverigetopplistan專輯榜）              | 13       |
| 瑞士（Schweizer Hitparade專輯榜）            | 32       |
| 台湾专辑榜（五大唱片）                       | 4        |
| 英國（OCC專輯榜）                            | 5        |
| 美国（《告示牌》200）                        | 3        |

| 榜单（2017年）        | 排位 |
| --------------------- | ---- |
| 阿根廷专辑榜（CAPIF） | 7    |

| 榜单（2017年）         | 排位 |
| ---------------------- | ---- |
| 《告示牌》二百强专辑榜 | 170  |

## 销量认证
| 地區                                   | 认证 | 认证单位/销量 |
| -------------------------------------- | ---- | ------------- |
| 加拿大（加拿大音乐协会）               | 金   | 40,000‡       |
| 墨西哥（墨西哥音像製品協會）           |      | 30,000^       |
| 菲律宾（菲律宾唱片工业协会）           | 白金 | 15,000        |
| 俄罗斯（国家联邦唱片制作人协会）       | 银   | 5,000         |
| 英国（英国唱片业协会）                 | 银   | 60,000‡       |
| 美国（美國唱片業協會）                 | 白金 | 1,000,000‡    |
| ^僅含認證的出貨量 ‡僅含認證的+實際銷量 |      |               |

## 发行历史
| 地区 | 日期           | 格式            | 厂牌                             | 版本          | 参考   |
| ---- | -------------- | --------------- | -------------------------------- | ------------- | ------ |
| 多个 | 2017年9月29日  | CD 數位音樂下載 | 好莱坞 小島 安全屋  | 标准版 豪华版 | [ 23 ] |
| 多个 | 2017年12月15日 | 黑胶            | 好莱坞 小島 安全屋  | 标准版        | [ 61 ] |